# Troy Shondell
Troy Shondell, född Gary Wayne Schelton den 14 maj 1939 i Fort Wayne, Indiana, död 7 januari 2016 i Picayune, Mississippi, var en amerikansk sångare.
Han är främst känd för låten "This Time" (ibland benämnt "This Time (We're Really Breaking Up)") som 1961 blev en miljonsäljare i USA och nådde sjätteplatsen på singellistan. Den blev även en mindre hit i Europa. Bland annat nådde den plats 22 i Storbritannien, och plats 11 på svenska Radio Nords Topp 20-lista. Ingen av hans andra singlar kom i närheten av denna framgång, även om låtarna "Tears from an Angel" och "Island in the Sky" nådde de lägre regionerna av Billboardlistan 1962.

## Diskografi (urval)
Album
- 1963 – The Many Sides Of Troy Shondell

Singlar
- 1959 – "Kissin' At the Drive In"
- 1961 – "This Time"
- 1962 – "Na-Ne-No"
- 1962 – "Gone"
- 1962 – "Tears From An Angel" / "Island in the Sky"
- 1963 – "I Got a Woman"
- 1964 – "Walkin' In A Memory"
- 1966 – "Big Windy City"
- 1967 – "A Rose and a Baby Ruth"
- 1967 – "Here It Comes Again"
- 1967 – "Head Man"
- 1968 – "Let's Go All the Way"
- 1969 – "Something's Wrong in Indiana"